# Calostro (banda)
Mario Varas Arévalo (n. Llay-Llay, Chile, 1981) es un compositor chileno de música indie, y licenciado en Letras y Bibliotecología, conocido por su proyecto musical en solitario, llamado Calostro, fundado en 1999, con el cual ha publicado un total de cinco álbumes. También fue fundador de su propio sello musical, llamado Tristepena.

## Calostro
La banda posee un estilo indie. Sobre el contenido de las líricas de sus canciones, se ha señalado que éstas «transitan por letras emotivas y nostálgicas, acordes al sonido que desarrolla, pero también puede encontrarse ironía y humor. Estas letras son acompañadas por una voz en constante anhelo, tímida pero a la vez segura».

## Discografía

### Álbumes
- 2005: Siesta EP; sello Muy Moderna.[2]
- 2005: Una razón (canción) para no salir de casa; sello Tristepena.
- 2015: 15.01.19 Antología; sello Jacobino Discos.[2]
- 2016: Árboles de vidrio esquirlado; sello Costramarfil.
- 2017: Caszely; sello Tristepena.

### Videos musicales
- 2005: Los moteles de Estación Central (producido por Héctor Aldana, para su obra Ópera Prima).[2]
- 2005: Columpio (producido por Héctor Aldana, para su obra Ópera Prima).
- 2005: Casi septiembre (producido por Héctor Aldana, para su obra Ópera Prima).
- 2017: Temblor (producido por Paulina Manque).